# Вид на жительство (фильм, 1972)
«Вид на жи́тельство» — советский художественный чёрно-белый фильм 1972 года режиссёров Омара Гвасалия и Александра Стефановича.

## Сюжет
1972 год. Молодой врач-психиатр из Ленинграда, воспользовавшись туристической поездкой, «выбирает свободу» и остаётся за рубежом. Однако «развитой капитализм» оказывается для советского человека неприемлем экзистенциально.

## В ролях
- Альберт Филозов — Ростислав Савельев
- Виктория Фёдорова — Хилари Кутасова
- Леонид Оболенский — князь
- Инна Сергеева — Джой, сотрудница службы телефона доверия
- Леонид Недович — Рандольф
- Владимир Сапожнин — психоаналитик
- Адольф Ильин — Карпов, редактор газеты, в которую пошёл служить Савельев
- Надежда Волк-Леонович — Марья Антоновна Кутасова, генеральша, бабушка Хилари
- Владимир Зайцев — Нечволодов, глава кадрового агентства
- Антс Эскола — комиссар полиции
- Самих Хаммуд — Мистер Прикшат, йог

## История создания
Режиссёр Александр Стефанович утверждает, что он и Омар Гвасалия, вместе со сценаристом Александром Шлепяновым и Сергеем Михалковым изначально намеревались дать возможность объединиться на одной площадке Владимир Высоцкому и Марине Влади и снять «тонкий психологический фильм о неприкаянности, о трагической необходимости расставания с родиной, в которой властвуют проклятые коммунисты».

«Это будет фильм о невостребованности таланта… Фильм о том, как затравленный диссидент Высоцкий бежит на Запад и встречает там свою любовь — Марину Влади, как они ностальгируют по России под песни, которые мог написать Высоцкий… То есть это была бы чистая гарантия того, что фильм посмотрит сто миллионов зрителей…»
— Александр Стефанович
В интервью «Экспресс-газете» Стефанович рассказывал:

«Мы хотели снимать в главной роли Высоцкого, но нас вызвали в КГБ и категорически это запретили. „Ну, за что они меня так ненавидят?!“ — чуть не плакал Высоцкий, когда я сообщил ему об этом. Не разрешили снимать и художника Илью Глазунова. В итоге главного героя сыграл начинающий актёр Альберт Филозов, для которого эта роль стала звёздной».
— Из интервью
Сам Альберт Филозов вспоминал:

«Ассистент режиссёра картины „Вид на жительство“ ходила по театрам, искала актёра „с ненадёжной внешностью“ и увидела в фойе мой портрет, разыскала, пригласила на пробы. Я думал, что, как обычно, дело дальше фотопроб не пойдёт, но прямо с порога режиссёры переглянулись и в один голос произнесли: „Этот может“. Оказалось, что мой персонаж — советский учёный, который едет за рубеж по туристической путёвке и там остаётся. Так меня сразу утвердили на роль. (…) Самое удивительное, что чуть ли не все, кто делал эту картину, уехали из страны. А я до сих пор здесь и уезжать никуда не собираюсь».— Из интервью